# Thranius fryanus sabahensis
Thranius fryanus sabahensis es una subespecie de escarabajo longicornio del género Thranius, tribu Thraniini, subfamilia Cerambycinae. Fue descrita científicamente por Holzschuh en 2011.

## Descripción
Mide 13,4-23 milímetros de longitud.

## Distribución
Se distribuye por Malasia (Borneo).